# Área de vida

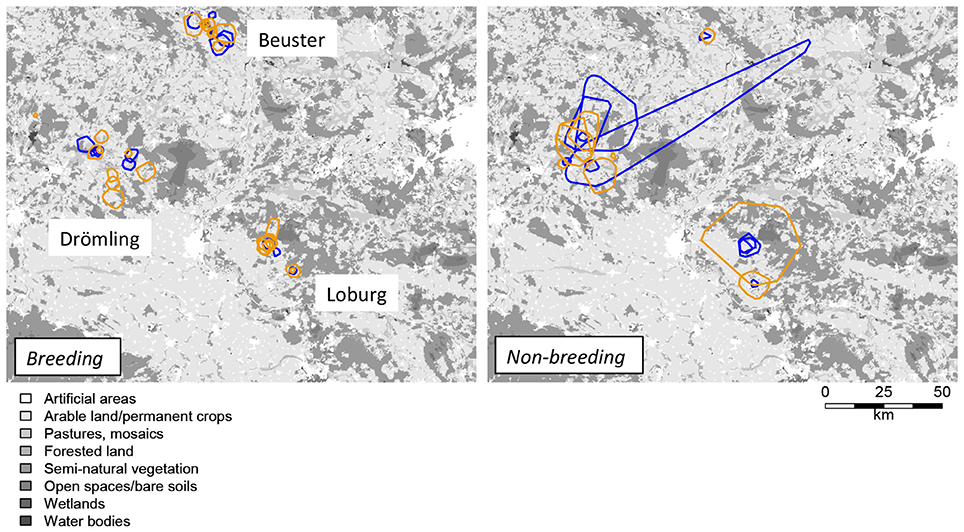
Áreas vitais de populações reprodutoras e não-reprodutoras de cegonha-branca, na Alemanha.

Uma área de vida é a área em que um animal vive e se move periodicamente. Está relacionado com o conceito de território de um animal que é a área que é ativamente defendida. O conceito de área de vida foi introduzido por W. H. Burt em 1943. Ele desenhou mapas mostrando onde o animal havia sido observado em diferentes momentos. Um conceito associado é a distribuição de utilização que examina onde o animal provavelmente estará em um determinado momento. Os dados para mapear uma área de vida costumavam ser recolhidos através de observação cuidadosa, mas nos anos mais recentes, o animal é equipado com uma coleira de transmissão ou dispositivo GPS semelhante.
A maneira mais simples de medir a área de vida é construir o menor polígono convexo possível em torno dos dados, mas isso tende a superestimar a área de vida. Os métodos mais conhecidos para construir distribuições de utilização são os chamados métodos bivariados de densidade de núcleo (kernel) gaussiano. Mais recentemente, métodos não paramétricos, como o alfa-envoltório de Burgman e Fox e o envoltório convexo local de Getz e Wilmers, têm sido usados. Há software disponível para usar métodos de núcleos (kernels) paramétricos e não paramétricos.

## História
O conceito de área de vida remonta a uma publicação de 1943 de W. H. Burt, que construiu mapas delineando a extensão espacial ou a fronteira externa do movimento de um animal durante o curso de suas atividades cotidianas. Associado ao conceito de área de vida está o conceito de distribuição de utilização, que assume a forma de uma função de densidade de probabilidade bidimensional que representa a probabilidade de encontrar um animal em uma área definida dentro de sua área de vida. A área de vida de um animal individual é normalmente construída a partir de um conjunto de pontos de localização que foram coletados ao longo de um período de tempo, identificando a posição de um indivíduo no espaço em muitos pontos no tempo. Esses dados são agora recolhidos automaticamente através de coleiras colocadas em indivíduos que transmitem através de satélites ou utilizando tecnologias de telefonia celular e de sistemas de posicionamento global (GPS), em intervalos regulares.

## Métodos de cálculo
A maneira mais simples de traçar os limites de uma área de vida a partir de um conjunto de dados de localização é construir o menor polígono convexo possível em torno dos dados. Esta abordagem é conhecida como método do polígono convexo mínimo (MCP), que ainda é amplamente empregado, mas tem muitas desvantagens, incluindo muitas vezes superestimar o tamanho das áreas de vida.
Os métodos mais conhecidos para construir distribuições de utilização são os chamados métodos bivariados de densidade de núcleo (kernel) de distribuição normal. Este grupo de métodos faz parte de um grupo mais geral de métodos paramétricos de kernel que empregam distribuições diferentes da distribuição normal como os elementos de kernel associados a cada ponto no conjunto de dados de localização.
Recentemente, a abordagem do kernel para construir distribuições de utilização foi estendida para incluir uma série de métodos não paramétricos, como os métodos de alfa-envoltório de Burgman e Fox e de envoltório convexo local de Getz e Wilmers (LoCoH). Este último método foi agora estendido de um método LoCoH de ponto-fixo puro para métodos LoCoH de raio fixo e ponto/raio adaptativo.
Embora atualmente haja mais software disponível para implementar métodos paramétricos do que não paramétricos (porque a última abordagem é mais recente), os artigos citados por Getz et al. demonstram que os métodos LoCoH geralmente fornecem estimativas mais precisas do tamanho da área de vida e têm melhores propriedades de convergência à medida que o tamanho da amostra aumenta do que os métodos paramétricos de kernel.
Os métodos de estimativa da área de vida que foram desenvolvidos desde 2005 incluem:
- LoCoH[15]
- Ponte browniana[16]
- Núcleo baseado em linhas[17]
- GeoEllipse[18][19]
- Line-Buffer[20]

Pacotes de computador para usar métodos de kernel paramétricos e não paramétricos estão disponíveis online. No apêndice de um artigo JMIR de 2017, são relatadas as áreas de vida de mais de 150 espécies diferentes de aves em Manitoba.